# Justin Devenny
Justin Devenny (Scozia, 11 ottobre 2003) è un calciatore nordirlandese, difensore del Crystal Palace e della nazionale nordirlandese.

## Carriera

### Club
Devenny è cresciuto nel Kilmarnock e nel 2021 è stato ceduto in prestito al Broomhill. Nel febbraio del 2022 è passato, sempre in prestito, agli Airdrieonians, trasferimento in seguito prolungato anche per la stagione 2022-2023 dopo aver contribuito a conquistare una promozione dalla quarta alla terza divisione scozzese.
Il 21 agosto 2023 è stato acquistato dal Crystal Palace che lo ha assegnato alla propria formazione Under-23. Ha fatto il suo esordio in prima squadra il 9 novembre 2024 giocando titolare l'incontro di Premier League perso 2-0 contro il Fulham.

### Nazionale
Ha giocato con la nazionale nordirlandese Under-21.
L'11 2024 novembre ha ricevuto la prima convocazione con la nazionale maggiore nordirlandese, con cui ha debuttato una settimana più tardi nell'incontro di UEFA Nations League contro il Lussemburgo.

## Statistiche

### Presenze e reti nei club
Statistiche aggiornate al 18 novembre 2024.
| Stagione            | Squadra             | Campionato          | Campionato | Campionato | Coppe nazionali | Coppe nazionali | Coppe nazionali | Coppe continentali | Coppe continentali | Coppe continentali | Altre coppe | Altre coppe | Altre coppe | Totale | Totale | Totale |
| Stagione            | Squadra             | Comp                | Pres       | Reti       | Comp            | Pres            | Reti            | Comp               | Pres               | Reti               | Comp        | Pres        | Reti        | Pres   | Reti   |        |
| ------------------- | ------------------- | ------------------- | ---------- | ---------- | --------------- | --------------- | --------------- | ------------------ | ------------------ | ------------------ | ----------- | ----------- | ----------- | ------ | ------ | ------ |
| 2021-gen. 2022      | Broomhill           | LFL                 | 15         | 3          | CS              | 1               | 0               | -                  | -                  | -                  | CC          | 1           | 0           | 17     | 3      |        |
| gen.-giu. 2022      | Airdrieonians       | 2D                  | 9+1        | 0          | CS+CdL          | 0               | 0               | -                  | -                  | -                  | CC          | 0           | 0           | 9      | 0      |        |
| 2022-2023           | Airdrieonians       | 1D                  | 32+4       | 1+1        | CS+CdL          | 1+4             | 0+3             | -                  | -                  | -                  | CC          | 1           | 0           | 42     | 5      |        |
| ago. 2023           | Airdrieonians       | 1D                  | 1          | 0          | CS+CdL          | 0               | 0               | -                  | -                  | -                  | CC          | 0           | 0           | 1      | 0      |        |
| Totale Airdreonians | Totale Airdreonians | Totale Airdreonians | 47         | 2          |                 | 5               | 3               |                    | -                  | -                  |             | 1           | 0           | 53     | 5      |        |
| 2024-2025           | Crystal Palace      | PL                  | 2          | 1          | FACup+CdL       | 0               | 0               | -                  | -                  | -                  | -           | -           | -           | 2      | 1      |        |
| Totale carriera     | Totale carriera     | Totale carriera     | 64         | 6          |                 | 6               | 3               |                    | -                  | -                  |             | 2           | 0           | 72     | 9      |        |

### Cronologia presenze e reti in nazionale
| Cronologia completa delle presenze e delle reti in nazionale ― Irlanda del Nord | Cronologia completa delle presenze e delle reti in nazionale ― Irlanda del Nord | Cronologia completa delle presenze e delle reti in nazionale ― Irlanda del Nord | Cronologia completa delle presenze e delle reti in nazionale ― Irlanda del Nord | Cronologia completa delle presenze e delle reti in nazionale ― Irlanda del Nord | Cronologia completa delle presenze e delle reti in nazionale ― Irlanda del Nord | Cronologia completa delle presenze e delle reti in nazionale ― Irlanda del Nord | Cronologia completa delle presenze e delle reti in nazionale ― Irlanda del Nord |
| Data                                                                            | Città                                                                           | In casa                                                                         | Risultato                                                                       | Ospiti                                                                          | Competizione                                                                    | Reti                                                                            | Note                                                                            |
| ------------------------------------------------------------------------------- | ------------------------------------------------------------------------------- | ------------------------------------------------------------------------------- | ------------------------------------------------------------------------------- | ------------------------------------------------------------------------------- | ------------------------------------------------------------------------------- | ------------------------------------------------------------------------------- | ------------------------------------------------------------------------------- |
| 18-11-2024                                                                      | Lussemburgo                                                                     | Lussemburgo                                                                     | 2 – 2                                                                           | Irlanda del Nord                                                                | UEFA Nations League 2024-2025 - 1º turno                                        | -                                                                               | 90+2’                                                                           |
| 21-3-2025                                                                       | Belfast                                                                         | Irlanda del Nord                                                                | 1 – 1                                                                           | Svizzera                                                                        | Amichevole                                                                      | -                                                                               | 69’                                                                             |
| 25-3-2025                                                                       | Solna                                                                           | Svezia                                                                          | 5 – 1                                                                           | Irlanda del Nord                                                                | Amichevole                                                                      | -                                                                               | 78’                                                                             |
| 7-6-2025                                                                        | Copenaghen                                                                      | Danimarca                                                                       | 2 – 1                                                                           | Irlanda del Nord                                                                | Amichevole                                                                      | -                                                                               | 83’                                                                             |
| 10-6-2025                                                                       | Belfast                                                                         | Irlanda del Nord                                                                | 1 – 0                                                                           | Islanda                                                                         | Amichevole                                                                      | -                                                                               |                                                                                 |
| Totale                                                                          |                                                                                 | Presenze                                                                        | 5                                                                               |                                                                                 | Reti                                                                            | 0                                                                               |                                                                                 |

## Palmarès

### Club

#### Competizioni nazionali
- Coppa d'Inghilterra: 1

Crystal Palace: 2024-2025
- Community Shield: 1

Crystal Palace: 2025